# Grote Prijs CK Aarhus
Grote Prijs CK Aarhus er et cykelcrossløb i Aarhus, som har været arrangeret på og omkring Aarhus Cyklebane siden 2013 af Cykle Klubben Aarhus og Joachim Parbo. Det bliver kørt to gange om året, i oktober og februar, som start og afslutning på cykelcrosssæsonen.
Løbet er ramme om fest og sjov, bl.a. et karnevalsløb hver februar, ligesom man har budt på cykelcross for ladcykler, farmercross og "bedstemorcross". De første fem udgaver af løbet havde fem forskellige vindere; GP I: Kenneth Hansen, GP II: Anthon Charmig, GP III: Magnus Skjøth, GP IV: Simon Andreassen, GP V: Joachim Parbo. Medarrangøren Joachim Parbo har desuden fire andenpladser fra de første fire udgaver.